# Аксель Кіппер
Аксель Кіппер (ест. Aksel Kipper; 5 листопада 1907 — 25 вересня 1984) — естонський астроном, академік АН Естонської РСР (1946), в 1946—1950 — віце-президент АН Естонської РСР.

## Життєпис
У 1930 закінчив Тартуський університет. У 1929—1944 працював в Тартуський обсерваторії. З 1941-професор Тартуського університету, у 1944—1946 — завідувач кафедрою фізики університету. Ініціатор створення Інституту фізики і астрономії АН Естонської РСР (з 1973 — Інститут астрофізики і фізики атмосфери АН Естонської РСР), його перший директор (1950—1974).

## Наукова спадщина
Основні наукові роботи відносяться до фізики зірок і туманностей. Займався дослідженням цефеїд, вивчав походження магнітних полів Сонця і зірок, радіаційні процеси у сонячній і зоряних атмосферах. Пояснив інтенсивність безперервного спектру газових туманностей, що здавалася до того надлишковою, за допомогою відкритого ним в 1950 механізму двофотонного випромінювання водню. Уточнив відстані і світності цефеїд. Досліджував нестаціонарні магнітогідродинамічні процеси в зірках, зміни сили тяжіння і йонізації в атмосферах цефеїд, розвинув теорію коливань в зовнішніх шарах пульсуючих зірок. Встановив, що коливання відбуваються у вигляді розповсюджуються назовні хвиль ущільнення, які переходять на певній висоті в турбулентні. Збудженням атомів цими турбулентними хвилями пояснив періодичну появу емісійних ліній в спектрі Міри Кита. Запропонував у 1962 своєрідну модифікацію ньютонівської теорії тяжіння для усунення гравітаційного парадоксу, при якій вводяться дві системи вимірювань простору і часу, названі гравітаційною та атомарною.